# Феђернику Ноу (Бихор)
Феђернику Ноу (рум. Fegernicu Nou) насеље је у Румунији у округу Бихор у општини Сарби. Oпштина се налази на надморској висини од 120 m.

## Становништво
Према подацима из 2002. године у насељу је живело 44 становника.

### Попис2002.
| Расподела становништва по националности 2002.‍ | Расподела становништва по националности 2002.‍ | Расподела становништва по националности 2002.‍ | Расподела становништва по националности 2002.‍ | Расподела становништва по националности 2002.‍ |
| --------------------------------------------- | --------------------------------------------- | --------------------------------------------- | --------------------------------------------- | --------------------------------------------- |
|                                               |                                               |                                               |                                               |                                               |
| Румуни                                        | Румуни                                        |                                               | 26                                            | 65,0%                                         |
| Мађари                                        | Мађари                                        |                                               | 14                                            | 35,0%                                         |